# Sky Tower (Wrocław)
De Sky Tower is een wolkenkrabber in de stad Wrocław. Het gebouw heeft een hoogte van 215 meter inclusief de in 2015 toegevoegde antenne. Het dak ligt op 206 meter. In de oorspronkelijke plannen was een hoogte van 258 meter voor de antenne en 221 meter voor het dak voorzien, maar vanwege de economische crisis werd een minder dure variant gekozen, nadat de bouw eerst enige tijd stil had gelegen. De Sky Tower heeft 55 verdiepingen, waarvan vier verdiepingen zich ondergronds bevinden. In het gebouw bevinden zich 38 liften. De Sky Tower is ontworpen in de postmoderne stijl door het architectenbureau Biuro Projektowe B&G. Het gebouw opende in 2012 en de bouw had in totaal 400 miljoen dollar gekost.
In de Sky Tower zijn kantoren, een winkelcentrum en op de 28e tot 48e verdieping 184 appartementen. Op de 49e verdieping is er een openbaar toegankelijke uitkijkpunt.
De Sky Tower was van 2012 tot de zomer van 2020 het hoogste gebouw van Polen. Toen ging Varso, tijdens de constructie, in lengte over de Sky Tower.